# Anjalankoski

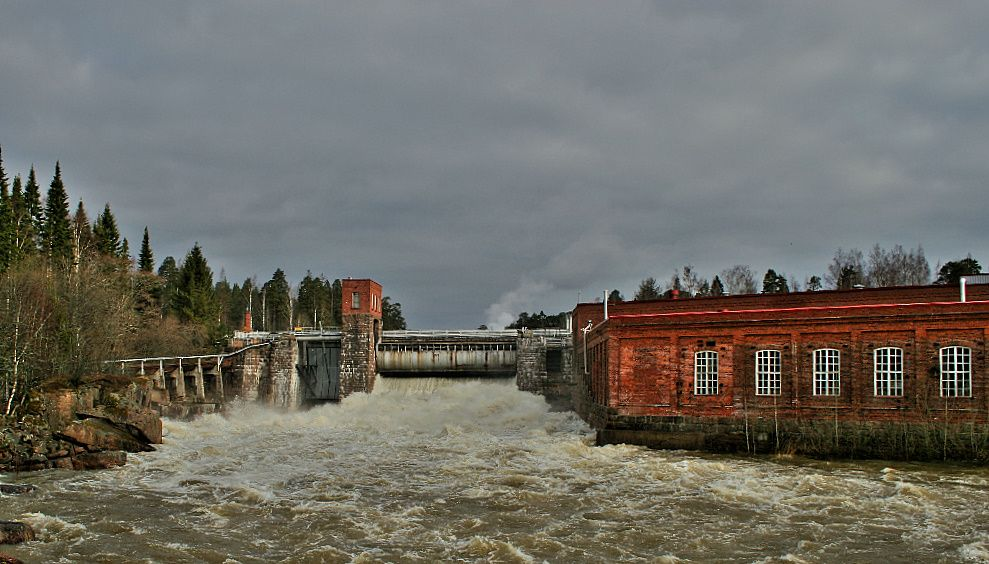
Forsen Anjalankoski, även kallad Ankkapurha.

Anjalankoski var en stad (kommun) i landskapet Kymmenedalen i Finland. Kommunen hade 16 373 invånare (2008), på en yta av 752,92 km².
Kommunen bildades som köping genom sammanslagning av Anjala och Sippola 1975 och blev stad 1977. Den 1 januari 2009 förenades Anjalankoski jämte Elimä, Jaala, Kuusankoski och Valkeala med Kouvola stad.
Anjalankoski var enspråkigt finskt. Kommunen fick sitt namn efter forsen Anjalankoski i Kymmene älv vid Ingerois.

## Politik

### Mandatfördelning i Anjalankoski stad, valen 1976–2004
| 5 | 17 | 10 |  | 10 |

| 4 | 18 | 9 | 2 | 10 |

| 4 | 17 |  | 11 |  | 9 |

| 3 | 18 | 11 |  | 10 |

| 3 | 20 |  | 11 |  | 7 |

| 2 | 19 |  | 13 |  | 7 |

| 2 | 20 | 13 |  | 7 |

| 3 | 20 | 12 |  | 7 |

| 30 | 13 |